# Seznam gradov
Seznam gradov je krovni seznam.

## Evropskigradovi
- seznam gradov v Albaniji
- seznam gradov v Andori
- seznam gradov v Avstriji
- seznam gradov v Belgiji
- seznam gradov v Belorusiji
- seznam gradov v Bolgariji
- seznam gradov v Bosni in Hercegovini
- seznam gradov na Češkem
- seznam gradov v Črni Gori
- seznam gradov na Danskem
- seznam gradov v Estoniji
- seznam gradov na Finskem
- seznam gradov v Franciji
- seznam gradov na Hrvaškem
- seznam gradov v Italiji
- seznam gradov v Litvi
- seznam gradov v Latviji
- seznam gradov v Lihtenštajnu
- seznam gradov v Luksemburgu
- seznam gradov na Madžarskem
- seznam gradov v Makedoniji
- seznam gradov na Malti
- seznam gradov v Moldovi
- seznam gradov v Nemčiji
- seznam gradov na Nizozemskem
- seznam gradov na Norveškem
- seznam gradov na Poljskem
- seznam gradov na Portugalskem
- seznam gradov v Romuniji
- seznam gradov v Rusiji
- seznam gradov v San Marinu
- seznam gradov v Sloveniji
- seznam gradov na Slovaškem
- seznam gradov na Švedskem
- seznam gradov v Srbiji
- Seznam gradov v Španiji
- seznam gradov v Švici
- seznam gradov v Ukrajini
- seznam gradov v Združenem kraljestvu (seznam gradov v Angliji; seznam gradov na Škotskem; seznam gradov v Velsu; seznam gradov v Veliki Britaniji; seznam gradov na Irskem)

## Azijskigradovi
- seznam gradov v Armeniji
- seznam gradov v Gruziji
- seznam gradov v Siriji
- seznam gradov na Japonskem
- seznam gradov v Butanu